# Serie B 1955-1956 (pallacanestro femminile)
Il campionato di Serie B di pallacanestro femminile 1955-1956 è stato il secondo livello del venticinquesimo campionato italiano.
È impostato su più gironi all'italiana su base regionale. Nel caso del girone siciliano, non esistono retrocessioni. 

## Girone A

### Partecipanti
- U.G. Biella
- Wild Novara
- Virtus Piacenza
- Dip. Marina La Spezia
- Savonese
- Standa Milano
- Cestistica Bustese

### Classifica
|  |    | Serie B Girone A 1955-1956 | Pt | G  | V  | N | P  | PtF | PtS |
|  | -- | -------------------------- | -- | -- | -- | - | -- | --- | --- |
|  | 1. | Standa Milano              | 20 | 12 | 10 | 0 | 2  | 458 | 347 |
|  | 2. | Cestistica Savona          | 18 | 12 | 9  | 0 | 3  | 463 | 352 |
|  | 3. | Gioventù Biella            | 16 | 12 | 8  | 0 | 4  | 502 | 452 |
|  | 4. | Virtus Piacenza            | 12 | 12 | 6  | 0 | 6  | 382 | 377 |
|  | 5. | Marina La Spezia           | 8  | 12 | 4  | 0 | 8  | 462 | 464 |
|  | 5. | Wild Novara                | 8  | 12 | 4  | 0 | 8  | 355 | 442 |
|  | 7. | Cestistica Bustese         | 2  | 12 | 1  | 0 | 11 | 325 | 513 |

### Risultati
| Risultati girone A | STA   | SAV   | BIE   | PIA   | SPE   | NOV   | BUS   |
| ------------------ | ----- | ----- | ----- | ----- | ----- | ----- | ----- |
| Standa Milano      |       | 34-30 | 48-27 | 45-28 | 50-39 | 36-18 | 26-23 |
| Cest. Savonese     | 34-26 |       | 43-47 | 34-24 | 49-40 | 41-19 | 67-18 |
| Giov. Biella       | 39-44 | 27-43 |       | 38-18 | 50-35 | 40-34 | 47-35 |
| Virtus Piacenza    | 11-20 | 30-17 | 48-40 |       | 44-39 | 26-13 | 34-22 |
| Marina La Spezia   | 31-34 | 32-35 | 40-46 | 44-36 |       | 26-11 | 43-24 |
| Wild Novara        | 45-50 | 25-32 | 31-49 | 41-39 | 49-40 |       | 31-27 |
| Cest. Bustese      | 22-45 | 24-49 | 33-52 | 30-28 | 36-53 | 31-38 |       |

Nota bene: alcuni risultati sono stati calcolati ma ci sono alcune differenze con i totali a causa di errori tipografici.

## Girone B

### Partecipanti
- Marina mercantile Trieste
- Bassano del Grappa (ritirata dopo 4 giornate)
- Michelin Trento
- Padovasport (ritirata dopo 3 giornate)
- Virtus Lucca
- A.S. Lucca
- FARI Roma

### Classifica
|  |    | Serie B Girone B 1955-1956 | Pt | G | V | N | P | PtF | PtS |
|  | -- | -------------------------- | -- | - | - | - | - | --- | --- |
|  | 1. | Marina Trieste             | 16 | 8 | 8 | 0 | 0 | 420 | 303 |
|  | 2. | FARI Roma                  | 10 | 8 | 5 | 0 | 3 | n/d | n/d |
|  | 3. | Michelin Trento            | 8  | 8 | 4 | 0 | 4 | 352 | 316 |
|  | 4. | A.S. Lucca                 | 6  | 8 | 3 | 0 | 5 | 277 | 316 |
|  | 5. | Virtus Lucca               | 0  | 8 | 0 | 0 | 8 | 280 | 304 |

### Risultati
| Risultati girone B | TRI   | ROM   | TRE   | ASL   | VIL   | BAS   | PAD   |
| ------------------ | ----- | ----- | ----- | ----- | ----- | ----- | ----- |
| Marina Trieste     |       | 66-34 | 59-36 | 42-36 | 68-45 | 66-40 | n.d.  |
| FARI Roma          | 46-48 |       | 58-49 | 35-32 | 58-30 | n.d.  | n.d.  |
| Michelin Trento    | 37-43 | P     |       | 50-26 | 59-34 | 44-29 | n.d.  |
| A.S. Lucca         | 31-40 | 42-30 | 26-44 |       | V     | n.d.  | n.d.  |
| Virtus Lucca       | 38-56 | 21-22 | 39-46 | 39-50 |       | n.d.  | 55-41 |
| Bassano del Grappa | n.d.  | n.d.  | n.d.  | 15-25 | n.d.  |       | n.d.  |
| Padovasport        | n.d.  | 43-46 | n.d.  | n.d.  | n.d.  | n.d.  |       |

Nota bene: la classifica finale non tiene conto dei risultati contro le due squadre che si sono ritirate; alcuni risultati sono stati calcolati ma ci sono alcune differenze con i totali a causa di errori tipografici. Mancano due risultati, si conosce solo l'esito della partita.

## Girone C

### Partecipanti
- Partenope (ritirata prima dell'inizio)
- SAF Bari (ritirata prima dell'inizio)
- Maurolico Messina
- Libertas Catania
- Gioventù Palermo (ritirata prima dell'inizio)
- Savoia di Termini Imerese (Palermo)
- Libertas Messina (aggiunta all'inizio del campionato)

### Classifica
|  |    | Serie B Girone C 1955-1956 | Pt | G | V | N | P | PtF | PtS |
|  | -- | -------------------------- | -- | - | - | - | - | --- | --- |
|  | 1. | Maurolico Messina          | 12 | 6 | 6 | 0 | 0 | 317 | 145 |
|  | 2. | Savoia Termini Imerese     | 8  | 6 | 4 | 0 | 2 | 202 | 202 |
|  | 3. | Libertas Catania           | 3  | 6 | 1 | 1 | 4 | 153 | 217 |
|  | 4. | Libertas Messina           | 1  | 6 | 0 | 1 | 5 | 186 | 294 |

### Risultati
| Risultati girone C | CAT   | LME   | MME   | TER   |
| ------------------ | ----- | ----- | ----- | ----- |
| Libertas Catania   |       | 32-20 | 18-33 | 28-30 |
| Libertas Messina   | 35-35 |       | 37-68 | 46-54 |
| Maurolico Messina  | 63-16 | 76-31 |       | 43-26 |
| Savoia Termini     | 36-24 | 39-17 | 17-44 |       |

## Finali nazionali
Le partite sono state giocate a Roma, dal 29 aprile.

### Calendario
- 29 aprile, Standa Milano - Marina Trieste 36-36
- 30 aprile, Maurolico Messina - Standa Milano 32-30
- 1 maggio, Maurolico Messina - Marina Trieste 41-38

### Spareggio
- 1 o 2 maggio, spareggio, Standa Milano - Marina Trieste 39-33

## Verdetti
- Promosse in Serie A: Standa Milano e Maurolico Messina. C.M.M. Nazario Sauro Trieste successivamente ammesso alla serie A.
- Formazione della Maurolico Messina: Cobelli, De Luca, Fradella, Gasperini, Pinto, Puglisi, Puleo, Rigano, Saltalamacchia, Silipigni, Tipo[1][2].